# Enicospilus pusillus
Enicospilus pusillus är en stekelart som beskrevs av Wang 1997. Enicospilus pusillus ingår i släktet Enicospilus och familjen brokparasitsteklar. Inga underarter finns listade i Catalogue of Life.